# Văsești
Văsești falu Romániában, Fehér megyében. Közigazgatásilag Alsóvidra községhez tartozik.

## Fekvése
Văseşti az Erdélyi-középhegységben fekvő, Alsóvidrához tartozó apró, párházas a hegyoldalakon elszórtan fekvő, mócok lakta települések egyike.

## Története
Korábban Alsóvidra része volt; 1956 körül vált külön településsé 51 lakossal.
1966-ban 59, 1977-ben 78, 1992-ben 53, a 2002-es népszámláláskor 42 román lakosa volt.